# George Lawrence Price

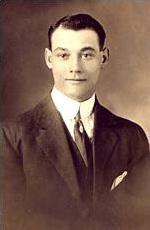
George Lawrence Price.

El soldado George Lawrence Price (Falmouth, 15 de diciembre de 1892 - Ville-sur-Haine, 11 de noviembre de 1918) fue un soldado canadiense, internacionalmente reconocido como el penúltimo soldado caído en combate durante la Primera Guerra Mundial.
Nació en Nueva Escocia, Canadá, viviendo en Moose Jaw, Saskatchewan, hasta que fue reclutado a finales de 1917. Sirvió en la Compañía A del 28.º Batallón, cuando el 11 de noviembre de 1918 formó parte de una avanzadilla para tomar la pequeña población de Havre.
Un francotirador alemán le alcanzó con un tiro directo cerca del corazón, matándolo instantáneamente. Eso sucedió a las 10:58, dos minutos antes de que entrara en vigor el armisticio y la guerra terminara, el último, Henry Gunther, murió a las 10:59, un minuto antes de la entrada en vigor.
George Lawrence Price está enterrado en el cementerio militar de St. Symphorien. Se pueden consultar detalles en la web de la
Commonwealth War Graves Commission aquí.